# Museo de las Culturas del Norte
El Museo de las Culturas del Norte, también denonominado Centro Cultural Paquimé es un museo de sitio localizado en la Zona Arqueológica de Paquimé, que fue declarada como Patrimonio de la Humanidad por la UNESCO. Se localiza en Casas Grandes, Chihuahua.

## Edificio
Durante muchos años, las piezas arqueológicas que habían sido encontradas en las ruinas de Paquimé estuvieron dispersas en diversos museos. Finalmente en 1993 y a través del Fondo Nacional Arqueológico se proyectó y construyó el Museo de las Culturas del Norte para exhibirlas y dar a conocer las culturas de esa zona del norte de México y sureste de los Estados Unidos.
El edificio, construido ese año, fue proyectado por el arquitecto Mario Schjetnan; es de estilo modernista y está integrado con el paisaje desértico de su entorno. Se encuentra semienterrado y se forma por una serie de rampas y terrazas.
El proyecto arquitectónico ganó el Gran Premio Latinoamericano de la Bienal de Arquitectura de Buenos Aires en 1995. Fue inaugurado el 26 de febrero de 1996.

## Museografía
El museo cuenta con una colección de aproximadamente 2 000 piezas entre las que se encuentran cerámica de Paquimé, mapas, maquetas y dioramas de las culturas de la Gran Chichimeca, así como herramientas e implementos agrícolas.